# Piotr Awierjanow
Piotr Iwanowicz Awierjanow (ros. Петр Иванович Аверьянов, ur. 23 września?/5 października 1867 w stanicy Kargulinskaja (obwód terski), zm. 13 października 1937 w Belgradzie) – rosyjski wojskowy, generał porucznik, Naczelnik Głównego Zarządu Sztabu Generalnego Armii Imperium Rosyjskiego w czasie I wojny światowej (1916–1917).

## Życiorys
Urodził się w stanicy Kargulinskaja w obwodzie terskim. Ukończył korpus kadetów w Tyflisi.
W 1885 roku wstąpił do wojska, gdzie ukończył w 1888 Nikołajewską Szkołę Inżynierów i w stopniu podporucznika wcielony został do 1 kaukaskiego batalionu saperów. Następnie został skierowany do Nikołajewskiej Akademii Sztabu Generalnego, którą ukończył w 1894 roku, z pierwszą lokatą.
Po ukończeniu akademii skierowany został do służby wywiadowczej, będąc oficerem do zleceń w Kaukaskim Okręgu Wojskowym. W latach 1894–1898 odbywał podróże zagraniczne, głównie na teren Turcji. Następnie w latach 1900–1901 był oficerem sztabu do specjalnych poruczeń w sztabie Kaukaskiego Okręgu Wojskowego.
W 1901 roku został sekretarzem w Konsulacie Generalnym Rosji w Erzurum (Imperium Osmańskie), którą to funkcję pełnił do 1905 roku.
Po powrocie do Rosji został szefem sztabu twierdzy w Lipawie i funkcję tę pełnił do 1906 roku, po czym przeszedł do Sztabu Generalnego, gdzie był oficerem w wydziale wywiadu wojskowego.
W okresie od 17 kwietnia 1908 roku do grudnia 1910 roku był dowódcą 16 Mingrelskiego pułku grenadierów, po czym powrócił do Sztabu Generalnego i został głównym kwatermistrzem wydziału wywiadu wojskowego.
27 marca 1914 roku został szefem sztabu Irkuckiego Okręgu Wojskowego. Po wybuchu I wojny światowej pozostawał na tym stanowisku do listopada 1914 roku, gdy powrócił do Sztabu Generalnego i został szefem oddziału mobilizacyjnego w wydziale wywiadu, choć dopiero 22 marca 1915 został oficjalnie zatwierdzony na to stanowisko.
W dniu 10 sierpnia 1916 roku został mianowany na czas wojny Naczelnik Głównego Zarządu Sztabu Generalnego i funkcję tę pełnił do czasu rewolucji lutowej i w dniu 2 kwietnia 1917 roku zwolniony ze stanowiska, ale w dniu 9 maja 1917 roku skierowany do dyspozycji Ministra Obrony. W dniu 15 kwietnia 1917 roku został wyznaczony na stanowiska naczelnika zaopatrzenia Frontu Kaukaskiego. Jednocześnie był generałem-gubernatorem i komisarzem terenów Turcji zajętych przez wojska rosyjskie. W dniu 14.05.1918 roku pełniąc funkcję głównego naczelnika zaopatrzenia Frontu Kaukaskiego, został równocześnie pomocnikiem komendanta Kaukaskiego Okręgu Wojskowego.
Po wybuchu wojny domowej w Rosji pozostał na południu Rosji i w okresie 1918–1920 był w dyspozycji dowództwa początkowo Armii Ochotniczej, a następnie Sił Zbrojnych Południowej Rosji, w tym okresie był przez krótki okres pomocnikiem szefa sztabu Sił Zbrojnych Południowej Rosji.
Po klęsce białych, wyjechał do Turcji, a następnie do Jugosławii, gdzie wstąpił do wojska jugosłowiańskiego i służył w garnizonie w mieście Veliko Gradište.
Zmarł w Belgradzie i został pochowany tam na Cmentarzu Nowym.

## Awanse
- podporucznik (Подпоручик) (9.08.1888)
- porucznik  (Поручик) (11.08.1890)
- sztabs–kapitan  (Штабс-капитан) (18.05.1894)
- podpułkownik  (Подполковник) (6.12.1900)
- pułkownik  (Полковник) (6.12.1904)
- generał major  (Генерал-майор) (6.12.1910)
- generał porucznik (Генерал-лейтенант) (6.12.1916)

## Odznaczenia
- Order Św. Stanisława kl. II (1903)
- Order Św. Stanisława kl. III (1897)
- Order Św. Anny kl. I (1915)
- Order Św. Anny kl. II (1906)
- Order Św. Anny kl. III (1901)
- Order Św. Włodzimierz kl. III (1912)
- Order Św. Włodzimierza kl. IV (1912)